# マルスダレガイ目
マルスダレガイ目 (マルスダレガイもく、Veneroida) は、二枚貝綱異歯亜綱の1目である。数十の科が属し、異歯亜綱のほとんどを占める大きな目である。
和名は模式科のマルスダレガイ科に基づいたものだが、代表種ハマグリからハマグリ目とも訳す。ただしハマグリ目の名は、異歯目（異歯類を目とした場合の分類群）の別名として使うこともある。

## 分類
マルスダレガイ目は側系統であり、異歯亜綱の中からいくつかの小さな系統（多系統のオオノガイ目と単系統の異靱帯類）を除いた残りである。そのため、現在の系統分類では認められない。
異歯亜綱は系統的には、原始的で種数が少ない Archiheterodonta と、進化的で種数が多い Euheterodonta に分かれる。Archiheterodonta は伝統的にはマルスダレガイ目に含まれるが、マルスダレガイ目から除外し、トマヤガイ目 Carditoida等とすることもある。ただし、トマヤガイ目を除いた狭義のマルスダレガイ目も側系統である。Euheterodonta は、狭義のマルスダレガイ目・オオノガイ目・異靱帯類からなる。
マルスダレガイ目は Beesley et al. (1998)では18上科36科に分類されていたが、近年の系統解析により多系統と判明した上科や科が分割され、数は増える傾向にある。